# TVR Sagaris
TVR Sagaris — автомобиль английской компании TVR, производившийся с 2005 по 2006гг. Sagaris дебютировал на MPH03 автошоу в 2003 году. Опытный образец был изготовлен и показан в 2004 году на Бирмингемском автосалоне. В 2005 году модель появилась в продаже. Некоторые конструктивные особенности позволяют использовать автомобиль для гонок на выносливость.

## Происхождение названия
Название автомобиля происходит от названия оружия сагарис.